# Real Things (2 Unlimited-album)
A Real Things című stúdióalbum a holland 2 Unlimited duó 3. stúdióalbuma, mely 1994-ben jelent meg. Erről 4 dalt másoltak ki kislemezre. Ez volt a csapat második első helyezettet elért albuma az Egyesült Királyságban, mely mintegy 9 hétig volt az angol albumlistán a Top 75-ben. Ennek ellenére arany státuszt kapott az Egyesült Királyságban, és platinát Hollandiában. Az előző albumokkal ellentétben Ray rap betétjeit benne hagyták az angol kiadásban.

## Az album dalai
| #   | Cím                          | Hossz |
| --- | ---------------------------- | ----- |
| 1.  | "The Real Thing"             | 3:40  |
| 2.  | "Do What I Like"             | 4:07  |
| 3.  | "Here I Go"                  | 5:10  |
| 4.  | "Burning Like Fire"          | 4:54  |
| 5.  | "Info Superhighway"          | 4:35  |
| 6.  | "Hypnotised"                 | 4:22  |
| 7.  | "Tuning Into Something Wild" | 4:05  |
| 8.  | "Escape In Music"            | 3:52  |
| 9.  | "Sensuality"                 | 3:52  |
| 10. | "No One"                     | 3:52  |
| 11. | "Face To Face"               | 4:03  |
| 12. | "What's Mine Is Mine"        | 4:57  |
| 13. | "Nothing Like The Rain"      | 4:39  |

## Slágerlistás helyezések
| Lista              | Csúcshelyezés | Minősítés |
| ------------------ | ------------- | --------- |
| Egyesült Királyság | 1             | * Arany   |
| Hollandia          | 1             | * Platina |
| Norvégia           | 14            |           |
| Svájc              | 3             |           |
| Ausztria           | 4             |           |
| Svédország         | 2             |           |
| Új-Zéland          | 19            |           |
| Németország        | 3             |           |
| Ausztrália         | 18            |           |